# Claude Itoungue Bogognie
Claude Emmanuel Itoungue Bogognie (* 3. August 2001) ist ein kamerunischer Leichtathlet, der in den Sprintdisziplinen an den Start geht.

## Sportliche Laufbahn
Erste internationale Erfahrungen sammelte Claude Itoungue Bogognie im Jahr 2023, als er bei den Spielen der Frankophonie in Kinshasa in 10,57 s den achten Platz im 100-Meter-Lauf belegte und über 200 Meter mit 20,88 s auf Rang sechs gelangte. Zudem belegte er mit der kamerunischen 4-mal-100-Meter-Staffel in 39,72 s den vierten Platz. Im Jahr darauf gewann er bei den Afrikaspielen in Accra in 20,74 s die Silbermedaille im 200-Meter-Lauf hinter dem Ghanaer Joseph Paul Amoah und schied über 100 Meter mit 10,53 s im Halbfinale aus. Zudem verpasste er im Staffelbewerb mit 39,96 s den Finaleinzug.

## Persönliche Bestleistungen
- 100 Meter: 10,13 s (+0,7 m/s), 6. Januar 2024 in Yaoundé
- 200 Meter: 20,31 s (+1,7 m/s), 7. Januar 2024 in Yaoundé (kamerunischer Rekord)